# Trachymyrmex pruinosus
Trachymyrmex pruinosus är en myrart som först beskrevs av Carlo Emery 1906.  Trachymyrmex pruinosus ingår i släktet Trachymyrmex och familjen myror.

## Underarter
Arten delas in i följande underarter:
- T. p. pruinosus
- T. p. spinosior